# Naruto-Straße
Die Naruto-Straße (japanisch 鳴門海峡, Naruto-kaikyō) ist eine Meerenge in Japan mit einer Breite von etwa 1,3 km zwischen der Insel Awaji und der Insel Shikoku. Sie verbindet Harima-nada, den Südostteil der Seto-Inlandsee, mit dem Kii-Kanal, der zwischen den Inseln Shikoku und Honshū liegt und als Südteil der Seto-Inlandsee diese mit dem Pazifik verbindet.
In der Naruto-Straße liegen die Inseln Ōge-jima, Takashima und Shimada-shima. Die Gewässer zwischen diesen Insel wird Uchi-no-umi (ウチノ海, „innere See“) genannt und die südliche Wasserstraße zwischen diesen Inseln und Shikoku wird als „Kleine Naruto-Straße“ (小鳴門海峡, Ko-Naruto-kaikyō) bezeichnet.
Berühmt ist die Naruto-Straße für die drittschnellste Strömung der Welt (vier Mal am Tag bis zu 13–15 km/h, bei Springfluten sogar bis zu 20 km/h) und die dadurch entstehenden Naruto-Strudel mit einem Durchmesser bis zu 20 m. Ursache hierfür ist ein durch die Gezeiten bedingter Höhenunterschied der Wasserspiegel zwischen Inlandsee und Pazifik von bis zu 1,5 m.
Die Naruto-Brücke, eine Hängebrücke mit einer Gesamtlänge von 1629 m, überspannt die Straße mit einer freitragenden Mittellänge von 876 m in einer Höhe von 41 m über dem Meeresspiegel. Sie ist ein wichtiger Abschnitt auf dem südlichen Teil der Kōbe-Awaji-Naruto-Autobahn.